# Munkácsy Dániel
Munkácsy Dániel, Munkátsi (Sellye, 1811. április 9. – Tengőd, 1878. április 12.) református lelkész.

## Életútja
Munkácsy Dániel lelkész és Kis Mária fia. Iskolai tanulmányait kezdte Kecskeméten és Pápán végezte, ahol alapos ismeretei mellett szép költői tehetségéről volt ismeretes. Akadémiai rektor volt Balatonfőkajáron pár évig, 1836-ban pappá szentelték. Segédlelkész volt Kecskeméten, Lacházán, Őcsényben és Vajszlóban; végül 1841-ben rendes lelkész lett Tengődön (Tolna megye), ahol 37 évi szolgálat után 1878. április 12-én minden előleges betegség nélkül szívszélütés következtében meghalt.
Felesége Hőke Zsófia volt, gyermekük: Lajos.
Költeménye van az Örvendező versek Szilassy József úr ő nagyságának, szent István apost. m. király keresztes vitézévé lett kineveztetése alkalmatosságával tiszteletek jeléül benyujtattak jún. 15. 1830. a pápai reform. collegiumban tanuló ifjúság által. Veszprém. 1830. c. munkában és a Koszorúban (1837. hat költeménye M. Dániel aláírással).